# Perín-Chym
Perín-Chym (in ungherese Perény-Hím) è un comune della Slovacchia facente parte del distretto di Košice-okolie, nella regione di Košice.
Il comune è stato istituito nel 1964 unendo i comuni preesistenti di Perín e Chym, a cui nel 1991 è stato aggiunto anche quello di Vyšný Lanec.